# Rogelio Funes Mori
Rogelio Funes Mori (Mendoza, 5. ožujka 1991.), argentinsko-meksički je nogometaš koji igra na poziciji napadača. Trenutačno igra za meksički klub Monterrey.

## Rani život
Rogelio je rođen u Mendozi, Argentina. Godine 2001. je krenuo u SAD na školovanje u srednju školu u Teksasu s bratom Ramirom. Rogelio je zabio 40 golova u 2008. sezoni te je predvodio ekipu do naslova prvaka okruga. 
Nakon toga, skaut engleskog Chelsea Jorge Alvial je primijetio blizance Rogelia i Ramira te ih je probao dovesti u Chelsea.

## Klupska karijera
Rogelio se vratio u Argentinu te je postao profesionalac u River Plateu za koju je debitirao 2009. u domaćem porazu 1:3 protiv Vélez Sarsfielda.
Za River Plate je do sad nastupio u 102 susreta te je postigao 22 pogotka dok je za Argentinu nastupio u jednom susretu.

## Vanjske poveznice
- Rogelio Funes Mori na Football-Lineups.com